# Стави Донецької області

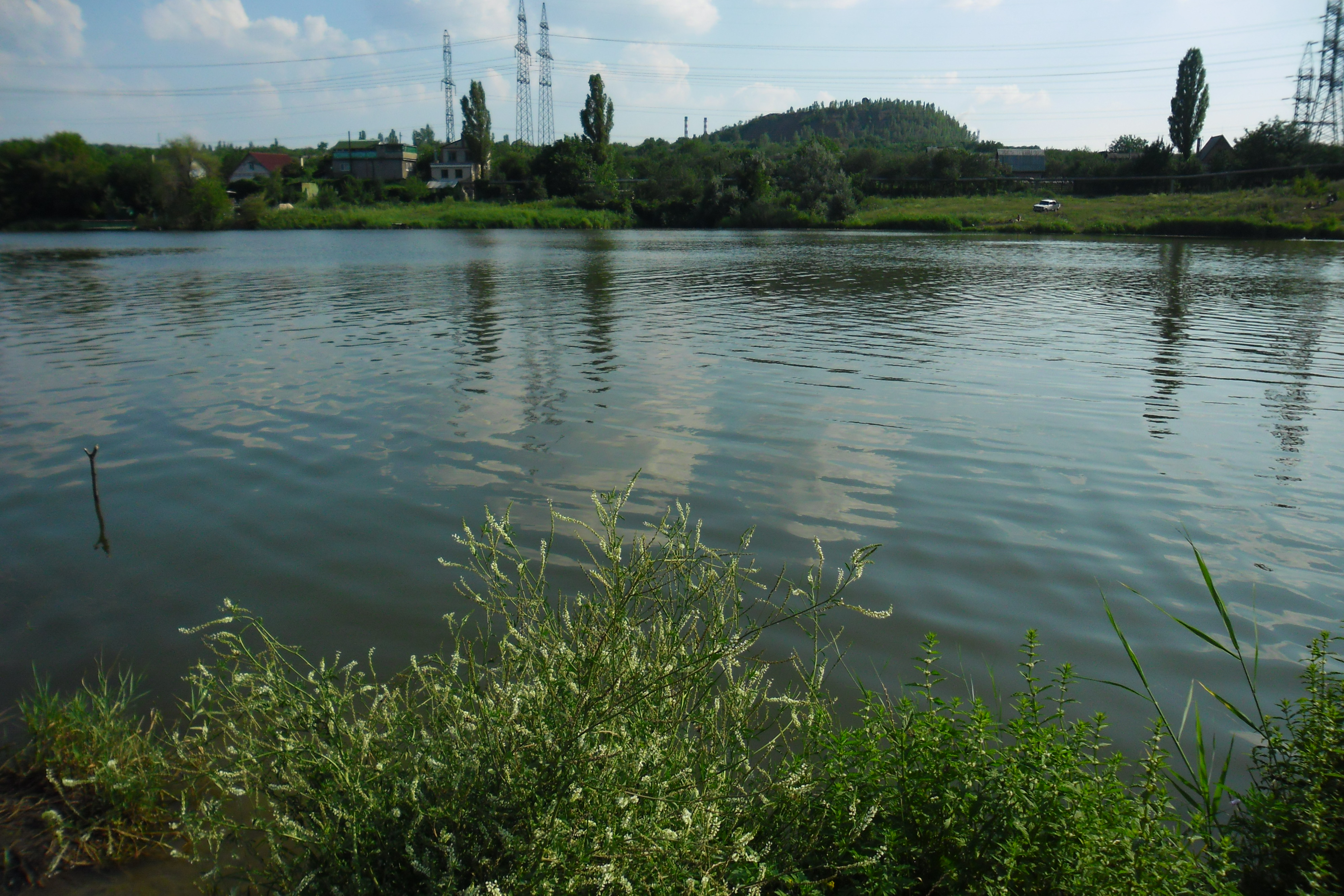
Ставок у м. Макіївка на Землянках-Гірках - одна із традиційних зон відпочинку макіївчан.

Стави Донецької області — стави, які розташовані на території Донецької області (в адміністративних районах і басейнах річок).
На території Донецької області налічується 2146 ставків, загальною площею 12200 га, об'ємом 270,4 млн м³.

## Загальна характеристика
Територія Донецької області становить 26,5 тис. км² (4,4% площі України). Вона розміщена в межах басейнів Дніпра (28,5% території області), Дону (р. Сіверський Донець, 30,2% території області) та річок Приазов'я (41,3%).
Гідрографічна мережа Донецької області представлена великою річкою Сіверський Донець (довжина в межах області 96 км), а також його притоками — середніми річками — р. Казенний Торець, р. Лугань; річками Приазов'я — р. Кальміус, р. Міус з притокою р. Кринка; річками басейну Дніпра — р. Самара, з притокою р. Вовча, в яку впадає р. Мокрі Яли.
Ставки, збудовані в басейнах цих річок, використовуються для культурно-побутових цілей, рибництва та зрошення земель. В оренді — 47% ставків. Найбільше ставків знаходиться на території Волноваського (176 шт.), Красноармійського (157 шт.), Артемівського та Мар'їнського (по 136 шт.) районів.
В оренді знаходиться 47% ставків.

## Наявність ставків у межах адміністративно-територіальних районів та міст обласного підпорядкування Донецької області[1]
| Район, місто          | Кількість ставків, шт. | Площа ставків, га | Об'єм ставків, млн м³ | В оренді, шт. | В оренді, га |
| --------------------- | ---------------------- | ----------------- | --------------------- | ------------- | ------------ |
| Амвросіївський        | 82                     | 534               | 13,7                  | 52            | 462          |
| Артемівський          | 136                    | 630               | 15,4                  | 62            | 417          |
| Великоновосілківський | 116                    | 681               | 8,1                   | 43            | 302          |
| Волноваський          | 176                    | 845               | 17,3                  | 91            | 510          |
| Володарський          | 65                     | 361               | 10,1                  | 34            | 309          |
| Добропільський        | 90                     | 563               | 11,3                  | 65            | 476          |
| Костянтинівський      | 91                     | 549               | 14,2                  | 54            | 472          |
| Красноармійський      | 157                    | 800               | 17,0                  | 87            | 631          |
| Мар'їнський           | 136                    | 720               | 14,1                  | 77            | 525          |
| Новоазовський         | 51                     | 270               | 6,5                   | 16            | 82           |
| Олександрівський      | 113                    | 1117              | 18,8                  | 17            | 239          |
| Першотравневий        | 43                     | 411               | 8,8                   | 28            | 388          |
| Слов'янський          | 109                    | 747               | 13,8                  | 52            | 242          |
| Старобешівський       | 60                     | 380               | 9,0                   | 37            | 318          |
| Тельманівський        | 93                     | 474               | 11,0                  | 42            | 307          |
| Шахтарський           | 86                     | 458               | 13,4                  | 50            | 292          |
| Ясинуватський         | 85                     | 724               | 17,0                  | 79            | 696          |
| м. Донецьк            | 79                     | 304               | 8,2                   | 25            | 132          |
| м. Авдіївка           | 6                      | 21                | 0,7                   | 3             | 12           |
| м. Артемівськ         | 3                      | 36                | 1,3                   | -*            | -            |
| м. Вуглегірськ        | 8                      | 26                | 1,1                   | —             | -            |
| м. Горлівка           | 63                     | 178               | 5,0                   | 20            | 61           |
| м. Дебальцеве         | 4                      | 7                 | 0,2                   | —             | -            |
| м. Дзержинськ         | 1                      | 3                 | 0,1                   | 1             | -            |
| м. Мирноград          | 5                      | 11                | 0,5                   | —             | -            |
| м. Докучаєвськ        | 4                      | 36                | 0,4                   | 1             | 5            |
| м. Дружківка          | 7                      | 23                | 0,9                   | 2             | 17           |
| м. Єнакієве           | 18                     | 141               | 3,4                   | 3             | 16           |
| м. Кіровське          | 1                      | 17                | 0,7                   | —             | -            |
| м. Костянтинівка      | 8                      | 46                | 1,4                   | 6             | 28           |
| м. Краматорськ        | 29                     | 107               | 2,8                   | 14            | 79           |
| м. Красний Лиман      | 39                     | 284               | 5,9                   | 11            | 32           |
| м. Красноармійськ     | 3                      | 7                 | 0,1                   | —             | -            |
| м. Макіївка           | 110                    | 374               | 10,2                  | 22            | 112          |
| м. Маріуполь          | 1                      | 15                | 0,5                   | —             | -            |
| м. Селидове           | 19                     | 67                | 2,1                   | 8             | 17           |
| м. Сніжне             | 2                      | 18                | 0,7                   | 2             | 18           |
| м. Соледар            | 1                      | 4                 | 0,1                   | —             | -            |
| м. Торез              | 23                     | 97                | 2,3                   | 3             | 11           |
| м. Харцизьк           | 6                      | 38                | 1,2                   | 3             | 32           |
| м. Часів Яр           | 2                      | 7                 | 0,2                   | 1             | 6            |
| м. Шахтарськ          | 10                     | 66                | 0,8                   | —             | -            |
| м. Ясинувата          | 5                      | 6                 | 0,1                   | —             | -            |
| Разом                 | 2146                   | 12200             | 270,4                 | 1011          | 7249         |

Примітки: -* — немає ставків, переданих в оренду.

## Наявність ставків у межах основнихрайонів річкових басейнівна території Донецької області[1]
| Район річкового басейну         | Кількість ставків, шт. | Площа ставків, га | Об'єм ставків, млн м³ | В оренді, шт. | В оренді, га |
| ------------------------------- | ---------------------- | ----------------- | --------------------- | ------------- | ------------ |
| Дніпра, у тому числі            | 642                    | 3960              | 71,2                  | 317           | 2310         |
| р. Самара                       | 76                     | 760               | 12,1                  | 15            | 190          |
| Сіверського Дінця, у тому числі | 671                    | 3830              | 87,3                  | 315           | 2140         |
| р. Казенний Торець              | 264                    | 1440              | 33,4                  | 138           | 1010         |
| Річки Приазов'я, у т.ч          | 833                    | 4410              | 111,9                 | 379           | 2799         |
| р. Кальміус                     | 345                    | 1480              | 38,3                  | 128           | 780          |
| р. Міус                         | 19                     | 132               | 3,7                   | 8             | 790          |
| Разом                           | 2146                   | 12200             | 270,4                 | 1011          | 7249         |

Ставки Донцької області достатньо рівномірно розподілено між районами річкових басейнів Дніпра (30%), Сіверського Дінця (31%) та річок Приазов'я (39%).